# Хонэн
Хонэн (яп. 法然 Хо:нэн, 15 мая 1133 года, Кумэ, провинция Мимасака — 29 февраля 1212 года, Киото; посмертное имя — Гэнку) — японский буддийский монах конца периода Хэйан — начала периода Камакура, последователь амидаизма, основатель школы Дзёдо-сю. Хонэн был прозван «Великим учителем совершенного света» (яп. 円光大師) и «Великим учителем сияющего света» (яп. 明照大師).

## Биография

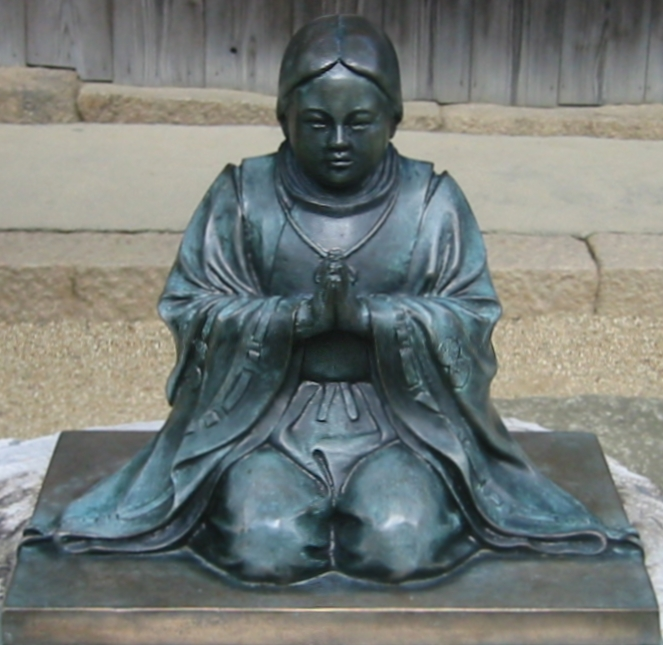
Статуя Хонэна

Хонэн родился 15 мая 1133 года в посёлке Кумэ провинции Мимасака в семье провинциального самурая. В молодом возрасте он поступил в ведущий буддийский монастырь Энряку-дзи школы Тэндай. Там он обучался под руководством монахов Гэнко (яп. 源光) и Коэна (яп. 皇円), а впоследствии перешёл под наблюдение Эйку (яп. 叡空), настоятеля отдельного храма в местности Куродани того же монастыря. Во время пребывания в Энрякудзи Хонэн заинтересовался учением амидаистов. Последние утверждали про невозможность спасения человека самостоятельно, путём упражнений и медитаций, как настаивала школа Тэндай, и проповедовали, что только вера в спасительную силу Будды Амиды дарит человеку рай в «Чистой Земле Амиды».
Под влиянием работ Шань-дао «Комментарий к „Сутре о взирании на безмерное долголетие“» (яп. 観無量寿経疏) и Гэнсина «Сборника положений про перерождение в Чистой Земле» (яп. 往生要集), Хонэн в 1175 году основал школу Дзёдо-сю — Школу Чистой Земли. Он учил, что постоянная молитва к Будде — «Слава Будде Амиде!» (яп. 南無阿弥陀仏, Наму Амида Буцу) — спасёт человечество.
Хонэн начал проповедовать своё учение при небольшом храме Ёсимидзу в местности Хигасияма на востоке тогдашнего Киото. Его речи имели небывалый успех: много самураев и крестьян присоединились к его школе. Это вызвало озабоченность старых буддийских школ, в первую очередь Тэндай, которые начали гонения на самого Хонэна и его последователей. В результате в 1207 году проповеди амидаистского учения были временно запрещены, а самого основателя Дзёдо-синсю наказали ссылкой в провинцию Сануки.
Однако вскоре Хонэну разрешили вернуться в столицу, где он продолжил распространять новую веру. Там он и умер 29 февраля 1212 года, в окружении многочисленных последователей.

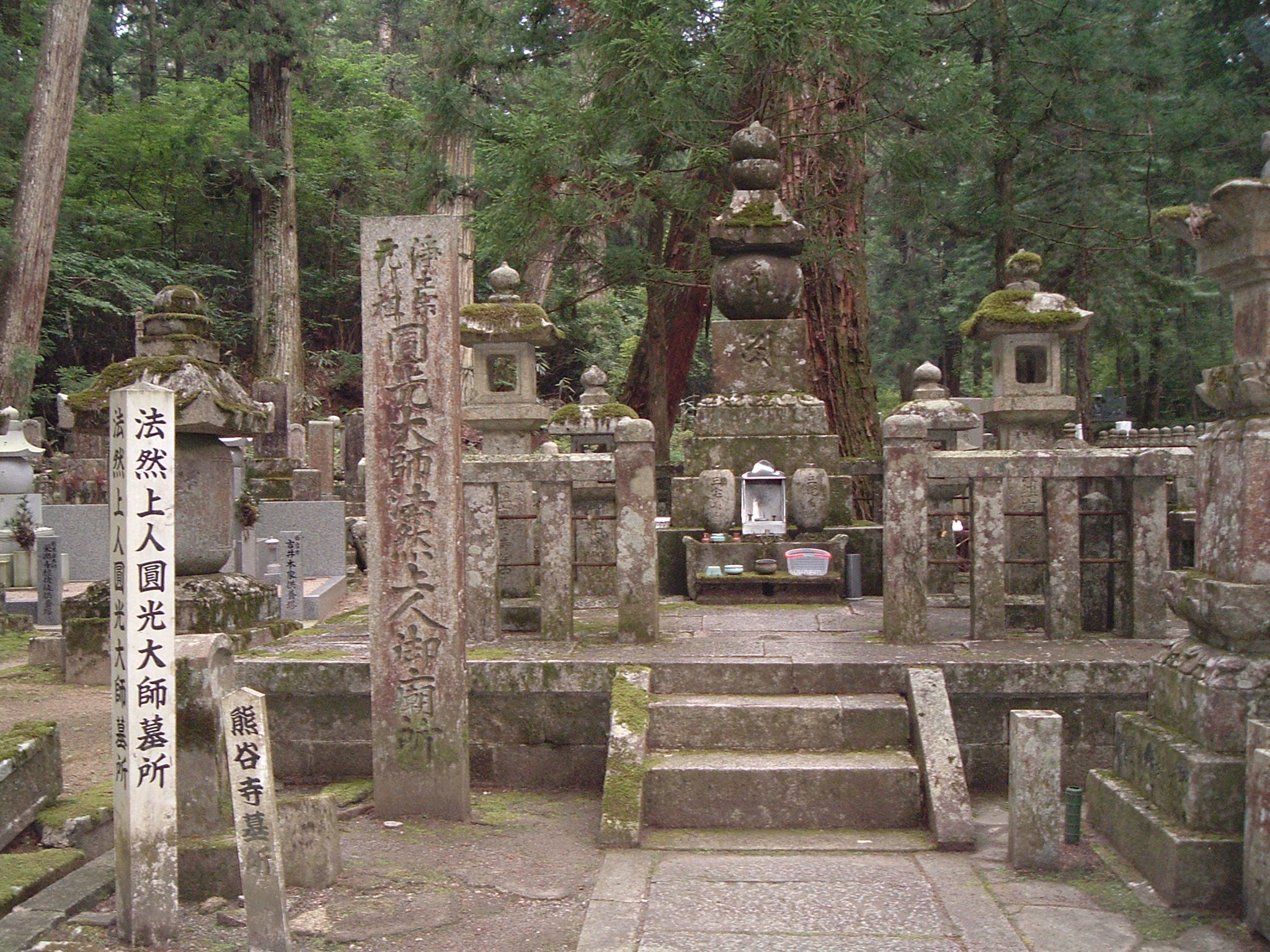
Могила Хонэна на кладбище Окуно-ин

В своём самом известном труде «Высшая избранность „Нэмбуцу“» (яп. 選択本願念仏集, 1198) Хонэн отрицал возможность возрождения в Чистой Земле Амиды для тех, кто не следует учению его школы. В своей работе «О возможностях возрождения в Чистой Земле» он написал комментарий ко всем трём сутрам школы «Чистая Земля».
В XIV веке на основе жизнеописания Хонэна было составлено «Иллюстрированное предание о путешествии его высочества Хонэна» (яп. 法然上人行状絵図) в 48 томах.